# 17 maja
17 maja jest 137. (w latach przestępnych 138.) dniem w kalendarzu gregoriańskim. Do końca roku pozostaje 228 dni.

## Święta
- Imieniny obchodzą: Antonia, Bruno, Brunon, Chwalimir, Falimir, Herakliusz, Montan, Paschalis, Sławoj, Sławomir, Weronika, Wiktor, Wilhelm i Wrocsława.
- Demokratyczna Republika Konga – Święto Wyzwolenia Narodowego
- Nauru, Norwegia – Dzień Konstytucji
- Międzynarodowe:
  - Międzynarodowy Dzień Przeciw Homofobii (ang. IDAHO)
  - Światowy Dzień Społeczeństwa Informacyjnego (proklamowany przez Zgromadzenie Ogólne ONZ jako kontynuacja Światowego Dnia Telekomunikacji)
- Wspomnienia i święta w Kościele katolickim[1][2] obchodzą:
  - bł. Antonia Mesina (dziewica i męczennica)
  - bł. Iwan Ziatyk (męczennik)
  - św. Julia Salzano (dziewica i zakonnica)
  - św. Paschalis Baylón (franciszkanin)

## Wydarzenia w Polsce
- 1417 – Bełżyce otrzymały prawa miejskie.
- 1450 – Poświęcono kościół Wniebowzięcia Najświętszej Maryi Panny we Wrocławiu.
- 1557 – Augustów otrzymał prawa miejskie.
- 1572 – Szkudy (obecnie na Litwie) otrzymały prawa miejskie oparte na prawie magdeburskim.
- 1597 – Zygmunt III Waza nadał Łoździejom (obecnie na Litwie) prawo magdeburskie i herb miejski.
- 1602 – II wojna polsko-szwedzka: wojska polsko-kozackie zdobyły twierdzę Fellin.
- 1661 – W wyniku wielkiego pożaru Żor spłonął m.in. drewniany kościół pod wezwaniem Wniebowzięcia Najświętszej Marii Panny.
- 1771 – Pożar strawił doszczętnie zabudowę Kalisza Pomorskiego.
- 1781 – W Tucholi Jan Filip Voigt podpalił zabudowania przykościelne w celu dokonania kradzieży zgromadzonych tam kosztowności. W wyniku powstałego pożaru spłonęła większa część zabudowy miasta.
- 1828 – Hrabina Anna Jadwiga Sapieżyna sprzedała dobra szydłowieckie (miasto, 22 wsie i folwarki) Skarbowi Królestwa Polskiego.
- 1831 – Powstanie listopadowe: zwycięstwo powstańców pod dowództwem gen. Tomasza Łubieńskiego w bitwie pod Nurem.
- 1863 – Powstanie styczniowe: rozpoczęła się bitwa pod Horkami; porażka powstańców w bitwie pod Miropolem.
- 1903 – Zakończono budowę linii wąskotorowej Gliwice – Racibórz.
- 1915 – I wojna światowa: Niemcy powstrzymali kontratak Rosjan pod Jarosławiem.
- 1920 – Wojna polsko-bolszewicka: Wódz Naczelny Józef Piłsudski wydał dyrektywę o utworzeniu Frontu Północnego.
- 1923 – Podpisano porozumienie o powołaniu centrowo-prawicowej koalicji parlamentarnej, tzw. Chjeno-Piasta.
- 1928:
  - Polskie Radio nadało słuchowisko Pogrzeb Kiejstuta Witolda Hulewicza, pierwsze napisane oryginalnie dla radia.
  - Podczas IX Letnich Igrzysk Olimpijskich w Amsterdamie Halina Konopacka wygrywając konkurs rzutu dyskiem zdobyła pierwszy w historii złoty medal olimpijski dla Polski.
- 1939 – Wincenty Witos został wybrany ponownie na prezesa Stronnictwa Ludowego.
- 1945 – We wsi Bodaki na Podlasiu podczas przeprowadzonej przez NKWD pacyfikacji, w nierównej walce zginęło 24 żołnierzy NSZ dowodzonych przez por. Zbigniewa Zalewskiego ps. „Orłowski”, „Drzymała” i jego zastępce sierż. Augustyna Dobrowolskiego ps. „Kruk”.
- 1953 – W Warszawie rozpoczęły się X Mistrzostwa Europy w Boksie.
- 1958 – W Warszawie odbył się pierwszy zjazd Towarzystwa Przyjaźni Polsko-Chińskiej.
- 1968 – W katastrofie polskiego samolotu szkolno-treningowego TS-8 Bies w Dziwiszowie koło Jeleniej Góry zginął pilot, a drugi został ranny.
- 1984 – PKOl postanowił nie zgłaszać polskich sportowców do udziału w XXIII Letnich Igrzyskach Olimpijskich w Los Angeles.
- 1985 – Premiera komedii obyczajowej Smażalnia story w reżyserii Józefa Gębskiego.
- 1989:
  - Na lotnisku w Pile rozbił się samolot bombowo-szturmowy Su-22, w wyniku czego zginął pilot.
  - Sejm PRL przyjął ustawy o gwarancjach wolności sumienia i wyznania oraz o stosunku państwa do Kościoła katolickiego.
- 2005 – Przyjęciem Deklaracji Warszawskiej zakończył się dwudniowy szczyt Rady Europy.
- 2006 – W Łodzi otwarto Centrum Manufaktura.
- 2011 – Zakończyła prace sejmowa komisja śledcza do zbadania okoliczności porwania i zabójstwa Krzysztofa Olewnika.
- 2014 – Biskup Wojciech Polak został mianowany arcybiskupem metropolitą gnieźnieńskim i prymasem Polski.

## Wydarzenia na świecie

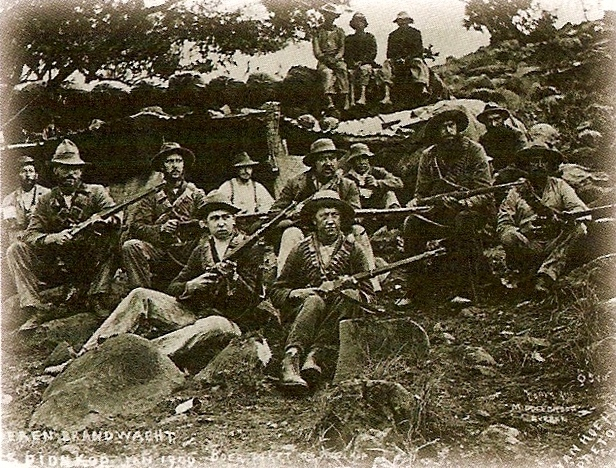
Oddziały burskie w czasie II wojny z Brytyjczykami

- 352 – Liberiusz został papieżem.
- 884 – Hadrian III został papieżem.
- 1101 – Król Jerozolimy Baldwin I z Boulogne zdobył Cezareę.
- 1102 – Porażka wojsk Królestwa Jerozolimskiego w II bitwie pod Ramlą z Fatymidami z Egiptu.
- 1257 – Ryszard z Kornwalii został koronowany na króla Niemiec.
- 1395 – Zwycięstwo wojsk wołoskich nad turecko-serbskimi w bitwie na Rowinie.
- 1410 – Wielka schizma zachodnia: na konklawe w Bolonii wybrano Jana XXIII na drugiego po Aleksandrze V antypapieża obediencji pizańskiej.
- 1520 – Poświęcono sobór Wniebowstąpienia Pańskiego w rumuńskim Târgoviște.
- 1589 – Herkules I Grimaldi został seniorem Monako.
- 1590 – Anna Duńska została koronowana na królową Szkocji.
- 1605 – Angielska wyprawa pod wodzą George’a Weymoutha wylądowała na wyspie Monhegan u wybrzeży Maine.
- 1632 – Wojna trzydziestoletnia: wojska szwedzkie zdobyły Monachium.
- 1634 – III wojna polsko-rosyjska: zakończyło się nieudane oblężenie rosyjskiej twierdzy Biełyj.
- 1639 – Podpisano traktat pokojowy w Kasr-e Szirin kończący wojnę pomiędzy Imperium osmańskim a Persją.
- 1642 – Francuzi założyli fort Ville-Marie (obecnie Montreal).
- 1648 – Wojna trzydziestoletnia: zwycięstwo wojsk francusko-szwedzkich nad niemieckimi w bitwie pod Zusmarshausen.
- 1656 – Rosja wypowiedziała wojnę Szwecji.
- 1663 – Pożar zniszczył niemal doszczętnie zabudowę czeskiego Náchoda.
- 1724 – Wybuchł wulkan Krafla na Islandii.
- 1742 – Wojna o sukcesję austriacką: zwycięstwo wojsk pruskich nad austriackimi w bitwie pod Chotusicami.
- 1782 – W Salbai(inne języki) podpisano traktat pokojowy kończący I wojnę Brytyjczyków z Imperium Marathów(inne języki) w Indiach.
- 1809 – Cesarstwo Francuskie zaanektowało Państwo Kościelne.
- 1814 – Uchwalono konstytucję niepodległej Norwegii.
- 1824 – Rozpoczął działalność Sąd Najwyższy Nowej Południowej Walii.
- 1849 – Wielki pożar miasta Saint Louis w amerykańskim stanie Missouri.
- 1860 – Założono klub sportowy TSV 1860 Monachium.
- 1861 – W Royal Institution w Londynie Thomas Sutton zaprezentował pierwsze w historii kolorowe zdjęcie swego autorstwa.
- 1862 – Wojna secesyjna: zwycięstwo Konfederatów w bitwie pod Princeton Courthouse.
- 1864:
  - Odbyło się premierowe wykonanie hymnu Norwegii.
  - Wojna secesyjna: zwycięstwo wojsk Unii w bitwie pod Adairsville.
- 1865 – W Paryżu założono Międzynarodowy Związek Telegraficzny (obecnie Międzynarodowy Związek Telekomunikacyjny).
- 1874 – Na Węgrzech założono Partię Niepodległości.
- 1875 – W Louisville w amerykańskim stanie Kentucky odbył się pierwszy wyścig konny Kentucky Derby.
- 1877 – Albert Victor de Broglie został po raz drugi premierem Francji.
- 1881 – Prithvi Bir Bikram Shah Dev został królem Nepalu.
- 1882 – Całkowite zaćmienie Słońca widoczne w północnej Afryce, na Bliskim Wschodzie i w Chinach.
- 1884 – Alaska została dystryktem zarządzanym przez cywilną administrację.
- 1886 – Założono szkocki klub piłkarski Motherwell F.C.
- 1887 – Austriacki astronom Johann Palisa odkrył planetoidę (266) Aline.
- 1890 – Pietro Mascagni wystawił w Teatro Costanzi w Rzymie operę Rycerskość wieśniacza.
- 1897 – Został zwodowany USS „Holland”, pierwszy okręt podwodny pełniący służbę w US Navy i jednocześnie pierwszy na świecie wcielony do służby, w którym zastosowano napęd spalinowy na powierzchni i elektryczny w zanurzeniu.
- 1900:
  - II wojna burska: wojska brytyjskie przyszły z odsieczą oblężonemu przez 217 dni przez Burów miastu Mafeking.
  - W Chicago została wydana powieść dla dzieci Czarnoksiężnik z Krainy Oz autorstwa L. Franka Bauma.
- 1901:
  - W Konstantynopolu sułtan Imperium Osmańskiego Abdülhamid II przyjął na audiencji przewodniczącego Światowej Organizacji Syjonistycznej Theodora Herzla.
  - Zwodowano francuski okręt podwodny „Farfadet”.
- 1902:
  - Alfons XIII został koronowany na króla Hiszpanii.
  - W Grecji odkryto mechanizm z Antykithiry, starożytny przyrząd służący do obliczania położenia ciał niebieskich.
- 1906 – 13 osób zginęło, a kilkadziesiąt odniosło obrażenia w wyniku uderzenia pioruna w kaplicę bez piorunochronu na cmentarzu ewangelickim w Koniakowie (obecnie dzielnica Czeskiego Cieszyna).
- 1909 – Amerykańska pierwsza dama Helen Taft doznała udaru mózgu.
- 1913:
  - Kubańczycy Agustin Parla i Domingo Rosillo jako pierwsi w historii przelecieli samolotem między USA a Kubą, startując z Key West na Florydzie i lądując w Hawanie.
  - Uruchomiono komunikację tramwajową w Woltersdorfie pod Berlinem.
- 1915:
  - José de Castro(inne języki) został premierem Portugalii.
  - Ormiańskiej samoobronie i wojskom rosyjskim udało się odeprzeć trwający od 4 tygodni szturm tureckiej armii na miasto Wan i uchronić jego ormiańskich mieszkańców przed eksterminacją.
- 1916 – I wojna światowa: 7 mil na południowy wschód od Dunbar w Szkocji w wypadku podczas stawiania min zatonął niemiecki okręt podwodny SM U-74, w wyniku czego zginęła cała, 34-osobowa załoga.
- 1918 – Założono szwedzką wytwórnię filmową Skandia.
- 1920 – Odbył się inauguracyjny lot samolotu holenderskich linii lotniczych KLM.
- 1923 – Otwarto Estadio de Chamartín, pierwszy stadion domowy Realu Madryt.
- 1925 – Teresa z Lisieux została kanonizowana przez papieża Piusa XI.
- 1926 – Wilhelm Marx został po raz drugi kanclerzem Niemiec.
- 1928:
  - W Amsterdamie rozpoczęły się IX Letnie Igrzyska Olimpijskie.
  - Włoski parlament przyjął faszystowską ordynację wyborczą.
- 1930:
  - Premier André Tardieu podjął decyzję o wycofaniu pozostających w Nadrenii oddziałów armii francuskiej.
  - Rozpoczęto budowę Rockefeller Center w Nowym Jorku.
- 1933 – Powstała norweska partia faszystowska Nasjonal Samling.
- 1936 – Prezydent Boliwii José Luis Tejada Sorzano został obalony przez grupę oficerów z Germánem Buschem na czele.
- 1937 – W mieście Solna pod Sztokholmem został otwarty Råsundastadion.
- 1939:
  - W wyniku nacisków strony arabskiej Wielka Brytania ogłosiła tzw. Białą Księgę, zezwalającą na przyjazd zaledwie 75 tys. osadników żydowskich do Palestyny w ciągu 5 lat.
  - Założono portugalski klub piłkarski GD Estoril Praia.
- 1940 – Kampania belgijska: wojska niemieckie zajęły Brukselę.
- 1941 – W Tiranie 19-letni Vasil Laçi(inne języki) ostrzelał z rewolweru limuzynę, którą jechali król Włoch Wiktor Emanuel III i premier kolaboracyjnego rządu albańskiego Shefqet Verlaçi. Żaden z nich nie odniósł obrażeń.
- 1942 – Wojna na Pacyfiku: amerykański okręt podwodny USS „Tautog” storpedował i zatopił japońską jednostkę tej samej klasy I-28 wraz z 88-osobową załogą.
- 1944 – Bitwa o Atlantyk: na Morzu Północnym zaginął niemiecki okręt podwodny U-240(inne języki) wraz z 50-osobową załogą.
- 1945 – Dokonano oblotu amerykańskiego morskiego samolotu rozpoznawczego i patrolowego Lockheed P-2 Neptune.
- 1950:
  - Premiera amerykańskiego musicalu filmowego Rekord Annie w reżyserii George’a Sidneya, Busby’ego Berkeleya i Charlesa Waltersa.
  - Premiera amerykańskiego thrillera Pustka w reżyserii Nicholasa Raya.
- 1952 – Zamknięto dworzec kolejowy Berlin Anhalter Bahnhof.
- 1953:
  - W Isojoki na zachodzie Finlandii została zamordowana 17-letnia Kyllikki Saari. Sprawcy do dziś nie wykryto, a sprawę uważa się za kładącą cień na pracy fińskiej policji i najbardziej tajemniczą zbrodnię w historii kraju.
  - W stolicy Kosowa Prisztinie otwarto wielofunkcyjny Stadion im. Fadila Vokrriego.
- 1954 – W amerykańskich szkołach została zniesiona segregacja rasowa.
- 1955 – Amerykańska seryjna morderczyni Nannie Doss została skazana na dożywocie.
- 1963 – Utworzono czeski Karkonoski Park Narodowy.
- 1964 – Kanadyjski hokeista Tim Horton(inne języki) otworzył w Hamilton restaurację, która z czasem przerodziła się w największą kanadyjską sieć barów szybkiej obsługi Tim Hortons.
- 1965 – 31 górników zginęło w eksplozji w kopalni węgla kamiennego Kambru Colliery w dolinie Rhondda w Walii.
- 1970 – Norweg Thor Heyerdahl wypłynął z Maroka w rejs przez Atlantyk na tratwie z trzciny „Ra II(inne języki)”.
- 1972 – Bundestag ratyfikował układy PRL-RFN i ZSRR-RFN.
- 1973:
  - Premiera francusko-włoskiego komediodramatu Wielkie żarcie w reżyserii Marca Ferreriego.
  - Rozpoczęły się, transmitowane przez telewizję, przesłuchania przed senacką komisją śledczą w sprawie afery Watergate.
- 1974:
  - 33 osoby zginęły w wybuchach 4 samochodów-pułapek w Dublinie i Monaghan, w największym zamachu terrorystycznym w historii Irlandii, zorganizowanym przez Ochotnicze Siły Ulsteru.
  - 6 członków organizacji terrorystycznej Symbionese Liberation Army zginęło w czasie próby opanowania ich siedziby w Los Angeles przez oddział antyterrorystyczny SWAT.
- 1978 – Szwajcarska policja aresztowała Polaka i Bułgara i znalazła na wskazanym przez nich polu kukurydzy koło Noville trumnę ze zwłokami Charliego Chaplina, którą 1 marca ukradli z cmentarza w Vevey w celu wymuszenia okupu od rodziny.
- 1980 – W Korei Południowej wprowadzono stan wojenny.
- 1983 – Podpisano porozumienie kończące wojnę izraelsko-libańską.
- 1987 – Na wodach Zatoki Perskiej fregata USS „Stark” została prawdopodobnie omyłkowo trafiona dwiema rakietami wystrzelonymi przez iracki myśliwiec Mirage F1, w wyniku czego zginęło 37 marynarzy, a 21 zostało rannych.
- 1990:
  - Na przedgórzu Uralu spadł meteoryt Sterlitamak.
  - Spłonął doszczętnie kościół Katarzyny w Sztokholmie.
  - Światowa Organizacja Zdrowia usunęła homoseksualizm z listy chorób i zaburzeń.
  - W Hongkongu oddano do użytku wieżowiec Bank of China Tower.
- 1991 – Tim Berners-Lee oficjalnie zaprezentował komitetowi C5 w Europejskiej Organizacji Badań Jądrowych (CERN) sposób działania sieci WWW.
- 1992 – Założyciel Opus Dei Josemaría Escrivá de Balaguer został beatyfikowany przez papieża Jana Pawła II.
- 1995:
  - Jacques Chirac został zaprzysiężony na urząd prezydenta Francji.
  - Cierpiący na zaburzenia psychiczne były żołnierz Shawn Nelson uprowadził z arsenału Gwardii Narodowej w San Diego w Kalifornii czołg M60 Patton i wyjechał nim na ulice miasta, niszcząc pojazdy, słupy elektryczne, hydranty itp. Po utknięciu czołgu na betonowym murze dzielącym pasy autostrady porywacz został zastrzelony przez policję.
- 1996:
  - Jan Paweł II rozpoczął podróż apostolską do Słowenii.
  - We Włoszech powstał pierwszy rząd Romano Prodiego.
- 1997 – Nowy prezydent Zairu Laurent-Désiré Kabila podjął decyzję o zmianie nazwy państwa na Demokratyczna Republika Konga.
- 1999 – W Izraelu odbyły się wybory do Knesetu.
- 2000:
  - Michaił Kasjanow został premierem Rosji.
  - Premiera filmu Tańcząc w ciemnościach w reżyserii Larsa von Triera.
- 2004:
  - W amerykańskim stanie Massachusetts zalegalizowano małżeństwa osób tej samej płci.
  - W Czadzie stłumiono próbę puczu wojskowego przeciw władzy prezydenta Idrissa Déby’ego.
- 2006:
  - U wybrzeży Florydy został zatopiony jako sztuczna rafa lotniskowiec USS „Oriskany”.
  - We Włoszech powstał drugi rząd Romano Prodiego.
  - Została odkryta planeta pozasłoneczna XO-1 b.
- 2007:
  - François Fillon został premierem Francji.
  - Paul Wolfowitz ogłosił rezygnację z dniem 30 czerwca ze stanowiska prezesa Banku Światowego po ujawnieniu faktu, że przyznał awans i podwyżkę swojej kochance.
  - Pierwsze od 1951 roku pociągi pasażerskie przejechały przez Koreańską Strefę Zdemilitaryzowaną.
  - Po 80 latach przywrócono podległość Rosyjskiego Kościoła Prawosławnym poza granicami Rosji wobec Patriarchatu Moskiewskiego.
  - Rozpoczął się atak cybernetyczny na Estonię.
  - W Algierii odbyły się wybory parlamentarne.
- 2009:
  - Dalia Grybauskaitė wygrała w pierwszej turze wybory prezydenckie na Litwie.
  - Na Sri Lance separatyści z ugrupowania Tamilskie Tygrysy ogłosili zawieszenie broni.
  - Została wydana pierwsza publiczna testowa wersja gry Minecraft.
- 2010:
  - 44 funkcjonariuszy policji zginęło w zasadzce naksalitów (maoistycznej partyzantki ludowej) w dystrykcie Dantewada(inne języki) w indyjskim stanie Chhattisgarh.
  - 44 osoby zginęły w katastrofie należącego do Pamir Airways samolotu An-24 w górach Hindukusz w Afganistanie.
- 2012 – Panajotis Pikramenos został premierem Grecji.
- 2016:
  - Christian Kern został kanclerzem Austrii.
  - W serii ośmiu zamachów terrorystycznych w Bagdadzie zginęło 101 osób, a co najmniej 194 zostały ranne.
- 2020 – Zburzono budynek Teatru Narodowego w Tiranie.

## Eksploracja kosmosu
- 1969 – Radziecka sonda Wenera 6 weszła w atmosferę Wenus, gdzie uległa zniszczeniu.
- 2004 – Amerykański pojazd GoFast Rocket odbył pierwszy amatorski, suborbitalny lot kosmiczny.

## Urodzili się
- 1338 – Mikołaj II Kulawy d’Este, senior Ferrary i Modeny (zm. 1388)
- 1451 – Antonio Fiorentino della Cava(inne języki), włoski architekt, inżynier (zm. 1522)
- 1452 – Hynek Podiebradowicz, książę ziębicki i hrabia kłodzki, pan na Podiebradach i Kostomlatach (zm. 1492)
- 1490 – Albrecht Hohenzollern, ostatni wielki mistrz zakonu krzyżackiego, pierwszy książę pruski (zm. 1568)
- 1500:
  - Fryderyk II Gonzaga, władca Mantui (zm. 1540)
  - Stanisław, książę mazowiecki (zm. 1524)
- 1568 – Anna Wazówna, królewna szwedzka (zm. 1625)
- 1587 – (data chrztu) Esaias van de Velde, holenderski malarz (zm. 1630)
- 1612 – Joannes Meyssens(inne języki), flamandzki malarz, grawer (zm. 1670)
- 1615 – Virginio Orsini, włoski kardynał (zm. 1676)
- 1636 – Edward Colman, angielski męczennik, błogosławiony (zm. 1678)
- 1673 – Dominik von Königsegg-Rothenfels, austriacki feldmarszałek, polityk (zm. 1751)
- 1681 – Jan Mikołaj Radziwiłł, polski książę, polityk (zm. 1729)
- 1682 – Bartholomew Roberts, walijski pirat (zm. 1722)
- 1703 – Sebastiano Ceccarini(inne języki), włoski malarz (zm. 1783)
- 1718 – Robert Darcy, brytyjski arystokrata, polityk, dyplomata (zm. 1778)
- 1733 – Francesco Pasquale Ricci(inne języki), włoski kompozytor, skrzypek (zm. 1817)
- 1741 – Barthélemy Faujas de Saint-Fond, francuski geolog, wulkanolog (zm. 1819)
- 1749 – Edward Jenner, brytyjski lekarz, odkrywca szczepionki przeciwko ospie (zm. 1823)
- 1758 – Honoriusz IV Grimaldi, książę Monako (zm. 1819)
- 1759 – John Francis Mercer, amerykański prawnik, polityk (zm. 1821)
- 1763 – Pierre-Auguste Adet, francuski dyplomata, chemik (zm. 1832)
- 1768 – Karolina Brunszwicka, księżna Walii, królowa brytyjska i hanowerska (zm. 1821)
- 1776 – Amos Eaton, amerykański geolog, botanik (zm. 1842)
- 1783 – Ferdinand von Rohr, pruski generał, polityk, minister wojny (zm. 1851)
- 1791 – Richard Pius Miles, amerykański duchowny katolicki, biskup Nashville (zm. 1860)
- 1794 – Anna Brownell Jameson(inne języki), brytyjska pisarka (zm. 1860)
- 1796 – Franz von Schober(inne języki), austriacki poeta, librecista, aktor, litograf (zm. 1882)
- 1797 – Karl Ferdinand von Buol, austriacki polityk (zm. 1865)
- 1799 – Aleksander (Pawłowicz), rosyjski biskup prawosławny (zm. 1874)
- 1800 – Carl Friedrich Zöllner(inne języki), niemiecki kompozytor, dyrygent chóralny (zm. 1860)
- 1802 – Miguel de San Román(inne języki), peruwiański polityk, premier i prezydent Peru (zm. 1863)
- 1803 – Jan Nepomucen Janowski, polski publicysta, polityk (zm. 1888)
- 1805 – Teofil Klonowski, polski kompozytor, pedagog (zm. 1876)
- 1812 – Ignacy Gurowski, polski rewolucjonista, uczestnik powstania listopadowego, grand Hiszpanii, dyplomata (zm. 1887)
- 1817 – János Irinyi, węgierski chemik (zm. 1895)
- 1820 – Siergiej Sołowjow, rosyjski historyk (zm. 1879)
- 1821 – Sebastian Kneipp, niemiecki duchowny katolicki, pionier wodolecznictwa (zm. 1897)
- 1836:
  - Norman Lockyer, brytyjski astronom (zm. 1920)
  - Wilhelm Steinitz, austriacki szachista (zm. 1900)
- 1842 – August Thyssen, niemiecki przemysłowiec (zm. 1926)
- 1844 – Julius Wellhausen, niemiecki biblista, semitysta (zm. 1918)
- 1846 – Amand von Schweiger-Lerchenfeld, austriacki oficer, pisarz, podróżnik (zm. 1910)
- 1847 – Antoni Sempołowski, polski agronom (zm. 1936)
- 1851:
  - Victor Bendix, duński kompozytor, pianista, dyrygent (zm. 1926)
  - Aleksander Michałowski, polski pianista, kompozytor (zm. 1938)
- 1852 – Sławomir Celiński, polski inżynier, architekt, rzeźbiarz (zm. 1918)
- 1853 – Michał Piotr Radziwiłł, polski arystokrata, filantrop (zm. 1903)
- 1855:
  - Tim Healy, irlandzki dziennikarz, pisarz, adwokat, polityk nacjonalistyczny, pierwszy gubernator Wolnego Państwa Irlandzkiego (zm. 1931)
  - Mikołaj (Ivan), rumuński biskup i teolog prawosławny (zm. 1936)
- 1860:
  - Paul Hensel, niemiecki filozof, wykładowca akademicki (zm. 1930)
  - Martin Kukučín, słowacki lekarz, prozaik, dramaturg, publicysta (zm. 1928)
- 1862 – Agnes Sorma, niemiecka aktorka (zm. 1927)
- 1864 – Jerzy Rabcewicz, polski inżynier i generał (zm. 1930)
- 1866 – Julian Marchlewski, polski i radziecki działacz komunistyczny (zm. 1925)
- 1869 – Manuel Basulto Jiménez, hiszpański biskup katolicki, męczennik, błogosławiony (zm. 1936)
- 1870 – Lucjan Rydel, polski poeta, dramatopisarz (zm. 1918)
- 1873 – Henri Barbusse, francuski prozaik, poeta, dziennikarz (zm. 1935)
- 1878 – Edwin Mills, brytyjski przeciągacz liny (zm. 1946)
- 1880 – Juliusz German, polski prozaik, dramatopisarz, autor książek dla dzieci, tłumacz (zm. 1953)
- 1881 – Gabriel V, serbski duchowny prawosławny, patriarcha Serbskiego Kościoła Prawosławnego (zm. 1950)
- 1885 – Gene Gauntier, amerykańska aktorka, scenarzystka i reżyserka filmowa (zm. 1966)
- 1886:
  - Alfons XIII Burbon, król Hiszpanii (zm. 1941)
  - Ubald Kolařík, czechosłowacki generał, geograf (zm. 1970)
- 1887:
  - Wacław Mejbaum, polski historyk, pedagog (zm. 1948)
  - Ferenc Szombathelyi, węgierski generał pułkownik (zm. 1946)
- 1888 – Stanisław Bryła, polski prawnik, działacz społeczny, samorządowiec (zm. 1939)
- 1889:
  - Marcel Moyse, francuski flecista (zm. 1984)
  - Alfonso Reyes(inne języki), meksykański pisarz, filozof, dyplomata (zm. 1959)
- 1890 – Samu Fóti, węgierski gimnastyk, lekkoatleta, dyskobol (zm. 1916)
- 1891:
  - Antoni Janus, polski ogniomistrz (zm. 1942)
  - Jelena Stiepanowa, rosyjska śpiewaczka operowa (sopran liryczno-kolaturowy), pedagog, polityk (zm. 1978)
  - Sławomir Użupis, polski kapitan piechoty (zm. 1920)
- 1892:
  - Frederick M. Jones, amerykański wynalazca (zm. 1961)
  - Stanisław Redens, radziecki polityk, komisarz bezpieczeństwa państwowego I rangi pochodzenia polskiego (zm. 1940)
  - Sakubei Yamamoto, japoński górnik, malarz, rysownik (zm. 1984)
- 1893:
  - Erich Feldmann, niemiecki historyk filozofii, pedagog (zm. 1978)
  - Pedro Martínez, argentyński piłkarz (zm. 1931)
- 1894:
  - Daniel Bouckaert, belgijski jeździec sportowy (zm. 1965)
  - Erazm Kulesza, polski dziennikarz, inżynier, związkowiec (zm. 1975)
  - Zofia Podkowińska, polska historyk, archeolog (zm. 1975)
  - Jānis Sudrabkalns, łotewski poeta, prozaik, publicysta, polityk (zm. 1975)
- 1895 – Feliks Horski, polski porucznik żandarmerii pilot (zm. 1934)
- 1897 – Odd Hassel, norweski chemik, laureat Nagrody Nobla (zm. 1981)
- 1898:
  - A.J. Casson, kanadyjski malarz (zm. 1992)
  - Stanisław Kirkor, polski ekonomista, historyk, pisarz (zm. 1983)
  - Karl Mauss, niemiecki generał wojsk pancernych (zm. 1959)
  - Aleksiej Panfiłow, radziecki generał porucznik wojsk pancernych (zm. 1966)
- 1899 – Stefan Balicki, polski pisarz (zm. 1943)
- 1900:
  - Herberts Cukurs, łotewski wojskowy, pionier łotewskiego lotnictwa, kolaborant, zbrodniarz wojenny (zm. 1965)
  - Fred Meyer, amerykański zapaśnik (zm. 1983)
  - Władysław Rymkiewicz, polski pisarz (zm. 1984)
  - Achille Souchard, francuski kolarz szosowy (zm. 1976)
- 1901:
  - Dmitrij Babiczenko, radziecki autor filmów rysunkowych (zm. 1991)
  - Werner Egk, niemiecki kompozytor, dyrygent (zm. 1983)
- 1902:
  - Khuang Aphaiwong, tajski polityk, premier Tajlandii (zm. 1968)
  - Karol Ferster, polski rysownik, grafik, malarz, karykaturzysta (zm. 1986)
  - Juan Píriz, urugwajski piłkarz (zm. 1946)
- 1904:
  - Jean Gabin, francuski aktor (zm. 1976)
  - Ernest von Hohenberg, austriacki arystokrata (zm. 1954)
- 1905:
  - Jean De Clercq, belgijski piłkarz, trener (zm. 1984)
  - John Patrick, amerykański dramaturg, scenarzysta filmowy (zm. 1995)
- 1906:
  - Zinka Milanov, chorwacka śpiewaczka operowa (sopran) (zm. 1989)
  - Tadeusz Milewski, polski językoznawca, indoeuropeista, wykładowca akademicki (zm. 1966)
- 1907:
  - Ilona Elek, węgierska florecistka (zm. 1988)
  - Álvaro Gestido, urugwajski piłkarz (zm. 1957)
- 1908:
  - Pierre-Louis Dreyfus, francuski kierowca wyścigowy (zm. 2011)
  - Feliks Papliński, polski działacz komunistyczny (zm. 1942)
  - Antonio Pesenti, włoski kolarz szosowy (zm. 1968)
- 1909:
  - Guillermo Eizaguirre, hiszpański piłkarz, bramkarz, trener (zm. 1986)
  - Karl Schäfer, austriacki łyżwiarz figurowy (zm. 1976)
  - Magda Schneider(inne języki), austriacka aktorka (zm. 1996)
- 1910:
  - Jan Foremniak, polski działacz komunistyczny, oficer AL (zm. 1945)
  - Enriqueta Harris, brytyjsko-hiszpańska historyk sztuki, pisarka (zm. 2006)
- 1911:
  - Lisa Fonssagrives, szwedzka modelka (zm. 1992)
  - Albéric O’Kelly de Galway, belgijski szachista (zm. 1980)
  - Maureen O’Sullivan, irlandzka aktorka (zm. 1998)
- 1912:
  - Archibald Cox, amerykański prawnik, prokurator (zm. 2004)
  - Irving Meretsky, kanadyjski koszykarz (zm. 2006)
  - Feliks Rudomski, polski śpiewak operowy (bas), pedagog (zm. 2000)
  - Sándor Végh, węgierski skrzypek (zm. 1997)
- 1913 – Erna Rosenstein, polska malarka, poetka pochodzenia żydowskiego (zm. 2004)
- 1915 – Stanisław Smoleński, polski duchowny katolicki, biskup pomocniczy krakowski (zm. 2006)
- 1916:
  - Pasquale Buonocore, włoski piłkarz wodny (zm. 2003)
  - Jenő Fock, węgierski polityk komunistyczny, premier Węgier (zm. 2001)
  - Robin Maugham(inne języki), brytyjski pisarz (zm. 1981)
- 1917 – Ignacy Moś, polski kupiec, działacz społeczny, kolekcjoner (zm. 2001)
- 1918:
  - A.C. Lyles, amerykański producent filmowy (zm. 2013)
  - Birgit Nilsson, szwedzka śpiewaczka operowa (sopran) (zm. 2005)
  - Maria Szulecka, polska pisarka, autorka utworów dla dzieci i młodzieży, reportażystka (zm. 2008)
- 1919:
  - Antonio Aguilar, meksykański pisarz, piosenkarz, aktor, reżyser (zm. 2007)
  - Władysław Jagiełło, polski generał brygady (zm. 1987)
  - Jerzy Liśniewicz, polski architekt (zm. 2012)
  - Władimir Ławrinienkow, radziecki generał pułkownik lotnictwa, polityk (zm. 1988)
- 1920:
  - Harry Männil, estoński przedsiębiorca, filantrop (zm. 2010)
  - Zofia Rysiówna, polska aktorka (zm. 2003)
  - Mieczysław Verocsy, polski operator filmowy (zm. 1987)
  - Lydia Wideman, fińska biegaczka narciarska (zm. 2019)
- 1921:
  - Dennis Brain, brytyjski waltornista (zm. 1957)
  - Magdalena Breguła, polska lekkoatletka, kulomiotka (zm. 1957)
  - Sanija Malszyna, rosyjska lekkoatletka, sprinterka (zm. 2010)
- 1922:
  - Ante Jurić, chorwacki duchowny katolicki, arcybiskup splicko-makarski (zm. 2012)
  - Anna Kochanowska, polska dziennikarka, polityk, poseł na Sejm PRL (zm. 2019)
- 1923:
  - Marian Przełęcki, polski filozof, logik (zm. 2013)
  - Vladimír Šedivý, czeski taternik, alpinista, działacz turystyczny, inżynier, publicysta
- 1924:
  - Roy Bentley, angielski piłkarz (zm. 2018)
  - Kazimierz Dejmek, polski reżyser i dyrektor teatralny, aktor, polityk, poseł na Sejm RP (zm. 2002)
- 1925:
  - Idi Amin, ugandyjski dowódca wojskowy, polityk, prezydent Ugandy (zm. 2003)
  - Michel de Certeau, francuski jezuita, historyk (zm. 1986)
  - Veselin Đuranović, jugosłowiański polityk narodowości czarnogórskiej, prezydent Czarnogóry oraz premier i przewodniczący Prezydium Jugosławii (zm. 1997)
- 1926:
  - Henryk Bereska, polsko-niemiecki poeta, tłumacz (zm. 2005)
  - David Ogilvy, brytyjski arystokrata, polityk (zm. 2023)
  - Dymitr Romanow, rosyjski arystokrata, bankier, filantrop, pisarz (zm. 2016)
  - Ludvík Souček, czeski pisarz science fiction, lekarz, popularyzator nauki (zm. 1978)
- 1927:
  - Karol Meissner, polski duchowny katolicki, benedyktyn, psycholog (zm. 2017)
  - Andrzej Roman, polski dziennikarz sportowy, pisarz (zm. 2011)
  - Galliano Rossini, włoski strzelec sportowy (zm. 1987)
  - Leszek Śmigielski, polski aktor, reżyser (zm. 1994)
  - Ryszard Wyrobek, polski piłkarz, bramkarz (zm. 1996)
- 1928:
  - Zofia Dybowska-Aleksandrowicz, polska reżyserka teatralna i dubbingowa, dźwiękowiec (zm. 1989)
  - Viktoras Petkus, litewski dysydent, obrońca praw człowieka (zm. 2012)
  - Jan Walasek, polski multiinstrumentalista, bandleader, aranżer (zm. 2017)
- 1929 – John Davies, australijski pływak (zm. 2020)
- 1930:
  - Erwin Lanc, austriacki prawnik, polityk, minister spraw wewnętrznych, minister sprawiedliwości (zm. 2025)
  - Tadeusz Pyka, polski ekonomista, polityk, wicepremier (zm. 2009)
- 1931:
  - Stan Albeck, amerykański koszykarz akademicki, trener (zm. 2021)
  - Yves Dreyfus, francuski szpadzista (zm. 2021)
  - Ryszard Kasperek, polski pilot szybowcowy i samolotowy (zm. 2018)
  - Jackie McLean, amerykański muzyk, kompozytor (zm. 2006)
  - Leszek Nartowski, polski operator filmów animowanych (zm. 1977)
  - Peter Schmidt, brytyjski grafik, rysownik, malarz, akwarelista (zm. 1980)
  - Ewa Ziegler-Brodnicka, polska dziennikarka radiowa
  - Georg Zundel, niemiecki fizykochemik, filantrop (zm. 2007)
- 1932 – Miloslav Vlk, czeski duchowny katolicki, arcybiskup metropolita praski i prymas Czech, kardynał (zm. 2017)
- 1933:
  - Jarosław Abramow-Newerly, polski pisarz, kompozytor, autor tekstów piosenek i słuchowisk radiowych
  - Jelena Gorczakowa, rosyjska lekkoatletka, oszczepniczka (zm. 2002)
- 1934:
  - Hessy Levinsons Taft, amerykańska chemik pochodzenia żydowskiego
  - Ronald Wayne, amerykański przedsiębiorca
  - Lidia Zonn, polska montażystka dokumentalna
- 1935:
  - Jerzy Chowańczak, polski duchowny katolicki, publicysta (zm. 1995)
  - Marian Norkowski, polski piłkarz (zm. 2001)
- 1936:
  - Lars Gustafsson, szwedzki poeta, prozaik, dramaturg, eseista (zm. 2016)
  - Dennis Hopper, amerykański aktor, reżyser i scenarzysta filmowy (zm. 2010)
  - Herman Verbeek, holenderski duchowny katolicki, polityk (zm. 2013)
- 1937:
  - Héctor Luis Gutiérrez Pabón, kolumbijski duchowny katolicki, biskup pomocniczy Cali, biskup Chiquinquirá i Engativá (zm. 2024)
  - Han Dingxiang, chiński biskup katolickiego Kościoła podziemnego (zm. 2007)
- 1938:
  - Aquilino Bocos Merino, hiszpański duchowny katolicki, przełożony generalny klaretynów, kardynał
  - Marcia Freedman, amerykańsko-izraelska obrończyni praw człowieka, polityk (zm. 2021)
  - Piero Gnudi, włoski przedsiębiorca, ekonomista, menedżer, polityk
  - Ryszard Rotkiewicz, polski polityk, samorządowiec, prezydent Szczecina
- 1939:
  - Stanisław Massel, polski oceanolog (zm. 2018)
  - Diego Padrón, wenezuelski duchowny katolicki, arcybiskup Cumany
  - Gary Paulsen, amerykański pisarz, podróżnik (zm. 2021)
- 1940:
  - Valie Export, austriacka artystka intermedialna, performerka, akcjonistka, autorka filmów
  - Alan Kay, amerykański informatyk
  - András Kelemen, węgierski lekarz, polityk, eurodeputowany
  - Marcel Łoziński, polski reżyser filmowy, dokumentalista
  - Terry Steib, amerykański duchowny katolicki, biskup Memphis
  - Ingrid Wendl-Turković, austriacka łyżwiarka figurowa
- 1941:
  - Henryk Lipszyc, polski japonista pochodzenia żydowskiego
  - Ben Nelson, amerykański polityk, senator
  - Grace Zabriskie, amerykańska aktorka pochodzenia polskiego
- 1942:
  - Elżbieta Gaertner, polska aktorka
  - Philippe Gondet, francuski piłkarz (zm. 2018)
  - Taj Mahal, amerykański muzyk bluesowy
  - Tom Turesson, szwedzki piłkarz, trener (zm. 2004)
- 1943:
  - Robert Adamson, australijski poeta (zm. 2022)
  - Wacław Bartnik, polski inżynier, polityk, senator RP (zm. 2023)
  - Joanna Bruzdowicz, polska kompozytorka, pianistka, krytyk muzyczny (zm. 2021)
  - Laurence Gardner, brytyjski genealog, pisarz (zm. 2010)
  - János Kóbor, węgierski wokalista, gitarzysta, członek zespołu Omega (zm. 2021)
  - Maria Ławrynowicz, polska biolog
  - Rachamim Talbi, izraelski piłkarz
  - Johnny Warren, australijski piłkarz, trener, działacz sportowy, pisarz, dziennikarz (zm. 2004)
  - Walentina Winogradowa, rosyjska siatkarka (zm. 2002)
- 1944:
  - Juan Manuel Alejándrez, meksykański piłkarz (zm. 2007)
  - David Christopher Kelly, brytyjski mikrobiolog (zm. 2003)
  - Martin Studach, szwajcarski wioślarz (zm. 2007)
- 1945:
  - Carlos Jesús Patricio Baladrón Valdés, kubański duchowny katolicki, biskup Guantánamo-Baracoa (zm. 2023)
  - Tony Roche, australijski tenisista
  - César Augusto da Silva Lemos, brazylijski piłkarz
- 1946:
  - Joan Barfoot, kanadyjska pisarka
  - Peter Hinwood, brytyjski aktor, model, fotograf
  - Antonio Lanfranchi, włoski duchowny katolicki, arcybiskup Modeny-Nonantoli
  - Hannu Lepistö, fiński trener skoków narciarskich
  - Udo Lindenberg, niemiecki piosenkarz, kompozytor, perkusista, autor tekstów
  - Josef Sorinow, izraelski piłkarz (zm. 2019)
  - Galina Starowojtowa, rosyjska polityk, obrończyni praw człowieka (zm. 1998)
  - F. Paul Wilson, amerykański pisarz
- 1947:
  - Maciej Aksler, polski pilot doświadczalny (zm. 2006)
  - Peter Fregene, nigeryjski piłkarz (zm. 2024)
  - Andrew Latimer, brytyjski muzyk, członek zespołu Camel
  - John A. McDougall, amerykański internista, dietetyk, publicysta (zm. 2024)
- 1948:
  - Horst Köppel, niemiecki piłkarz, trener
  - Waldemar Kozak, polski koszykarz
  - Mikko Kozarowitzky, fiński kierowca wyścigowy
  - Winfried Kretschmann, niemiecki nauczyciel, polityk
  - Marlene Willoughby, amerykańska aktorka pornograficzna
- 1949:
  - Bill Bruford, brytyjski perkusista, członek zespołów: Yes, Gong, Genesis, UK i King Crimson
  - Marcel Kurpershoek, holenderski arabista, dziennikarz, dyplomata
  - Jenny Fish, amerykańska łyżwiarka szybka
  - Myra Freeman, kanadyjska polityk
  - Jiří Korn, czeski piosenkarz, tancerz, aktor
- 1950:
  - Rustam Achmietow, ukraiński lekkoatleta, skoczek wzwyż
  - Janez Drnovšek, słoweński polityk, premier i prezydent Słowenii (zm. 2008)
  - Fadah Hsieh, tajwański dyplomata, polityk
  - Alan Johnson, brytyjski polityk
  - Anna Kostowska, polska piłkarka ręczna
  - Walerija Nowodworska, rosyjska dysydentka, opozycjonistka, publicystka (zm. 2014)
  - Włodzimierz Tylak, polski piłkarz, trener
- 1951:
  - Elżbieta Fajerman, polska działaczka społeczności żydowskiej (zm. 2017)
  - Ryū Matsumoto, japoński polityk (zm. 2018)
- 1952:
  - Victor Boștinaru, rumuński nauczyciel, polityk, eurodeputowany
  - Josep-Lluís Carod-Rovira, kataloński polityk
  - Marianne Eriksson, szwedzka socjolog, polityk, eurodeputowana
  - Anatol Krasouski, białoruski przedsiębiorca, pedagog, działacz opozycyjny (zag. 1999)
  - Jorge Olguín, argentyński piłkarz, trener
- 1953:
  - Marek Biliński, polski kompozytor i wykonawca muzyki elektronicznej
  - Ewa Kamińska-Eichler, polska kajakarka
  - Gérard Krawczyk, francuski reżyser i scenarzysta filmowy pochodzenia polskiego
  - Piotr Piętak, polski polityk, informatyk, publicysta (zm. 2018)
  - Yōko Shimada, japońska aktorka (zm. 2022)
  - Jerzy Stanuch, polski kajakarz górski, trener
  - Kasym-Żomart Tokajew, kazachski polityk, premier i prezydent Kazachstanu
- 1954:
  - Lubczo Djakow, bułgarski strzelec sportowy
  - Daniela Lehárová, czeska tłumaczka
  - Beata Małecka-Libera, polska lekarka, polityk, poseł na Sejm RP
  - Patsy Reddy, nowozelandzka polityk, gubernator generalna
- 1955:
  - Vasco Errani, włoski samorządowiec, polityk
  - Władysław Kubiak, polski samorządowiec, wicemarszałek województwa kujawsko-pomorskiego
  - Czesław Lang, polski kolarz szosowy i torowy, działacz sportowy
  - Bill Paxton, amerykański aktor, reżyser, scenarzysta i producent filmowy (zm. 2017)
- 1956:
  - Maria Eduarda Azevedo, portugalska prawnik, wykładowczyni akademicka, polityk (zm. 2020)
  - Brigitte Fetzer, niemiecka siatkarka
  - Jens Henry Nielsen, duński żużlowiec
  - Sugar Ray Leonard, amerykański bokser
  - Margarita Mathiopoulos, niemiecka bizneswoman, dziennikarka pochodzenia greckiego
  - Mieczysław Młynarski, polski koszykarz, trener (zm. 2025)
  - António Moiteiro Ramos, portugalski duchowny katolicki, biskup Aveiro
  - Jan Monczka, polski aktor
  - Janusz Moszyński, polski samorządowiec, marszałek województwa śląskiego
  - Annise Parker, amerykańska polityk, burmistrz Houston
  - Fernando Quirarte, meksykański piłkarz, trener
  - Bob Saget, amerykański aktor, komik (zm. 2022)
  - Barbara Szlachetka, polska lekkoatletka, maratonka (zm. 2005)
- 1957:
  - Wilfried Hannes, niemiecki piłkarz, trener
  - Peter Høeg, duński pisarz
  - Kazimierz Rozwałka, polski producent filmowy
- 1958:
  - Paul Di’Anno, brytyjski wokalista, członek zespołów: Iron Maiden, Lonewolf, Di’Anno, Gogmagog, Battlezone i Killers pochodzenia włoskiego (zm. 2024)
  - Zintis Ekmanis, łotewski bobsleista
- 1959:
  - Juan Antonio Luna, meksykański piłkarz, trener
  - Samuth Sithnaruepol, tajski bokser
- 1960:
  - Jan Duda, polski rolnik, polityk, poseł na Sejm RP
  - Simon Fuller, brytyjski menedżer muzyczny, producent telewizyjny
  - Agnieszka Kołakowska, polska filozof, filolog klasyczny, tłumaczka, publicystka
  - Branko Miljuš, chorwacki piłkarz
  - Pedro Pasculli, argentyński piłkarz, trener
- 1961:
  - Enya, irlandzka piosenkarka
  - Tomé Ferreira da Silva, brazylijski duchowny katolicki, biskup São José do Rio Preto
  - Corey Johnson, amerykański aktor
  - Gisela Kinzel, niemiecka lekkoatletka, sprinterka
  - Jolanta Piotrowska, polska dziennikarka, działaczka samorządowa, burmistrz Giżycka
  - Marina Znak, białoruska wioślarka
  - Amadou Ba, senegalski polityk
- 1962:
  - Kim Mulkey, amerykańska koszykarka, trenerka
  - Tony Campbell, amerykański koszykarz
  - Robert Iwaszkiewicz, polski przedsiębiorca, polityk, eurodeputowany
  - Alan Johnston, brytyjski dziennikarz
  - Jane Moore, brytyjska dziennikarka, pisarka
  - Iwona Pakuła, polska lekkoatletka, sprinterka
- 1963:
  - Luca Cadalora, włoski motocyklista wyścigowy
  - Takashi Kobayashi, japoński zapaśnik
  - Nebojša Koharović, chorwacki polityk, dyplomata
  - Jon Koncak, amerykański koszykarz
  - Jorge Lozano, meksykański tenisista
- 1964:
  - Stratos Apostolakis, grecki piłkarz
  - Piotr Bukartyk, polski autor tekstów i kompozytor piosenek, artysta kabaretowy, konferansjer
  - Menno Oosting, holenderski tenisista (zm. 1999)
  - Grzegorz Przemyk, polski maturzysta, poeta (zm. 1983)
- 1965:
  - Massimo Crippa, włoski piłkarz
  - Kim Jae-yup, południowokoreański judoka
  - Claudia Koll włoska aktorka
  - Trent Reznor, amerykański muzyk, producent muzyczny, lider zespołu Nine Inch Nails
- 1966:
  - Magnus Andersson, szwedzki piłkarz ręczny, trener
  - Hill Harper, amerykański aktor
  - Mark Kratzmann, australijski tenisista
  - Henrik Larsen, duński piłkarz, trener
  - Danny Manning, amerykański koszykarz, trener
  - Gilles Quénéhervé, francuski lekkoatleta, sprinter
- 1967:
  - Joseph Acaba, amerykański hydrogeolog, nauczyciel, astronauta
  - Cameron Bancroft, kanadyjski aktor
  - James Howell, brytyjski szachista
  - Mynacakan Iskandarian, ormiański zapaśnik
  - Mohamed Nasheed, malediwski polityk, prezydent Malediwów
  - Patrick Ortlieb, austriacki narciarz alpejski
- 1968:
  - Dave Abbruzzese, amerykański perkusista
  - Hynek Fajmon, czeski samorządowiec, polityk
  - Kusajj Husajn, iracki polityk, syn Saddama (zm. 2003)
  - Jewgienija Maniokowa, rosyjska tenisistka
- 1969:
  - Frances Callier, amerykańska aktorka
  - Joan Llaneras, hiszpański kolarz torowy i szosowy
  - Janusz Onufrowicz, polski aktor, kabareciarz, autor tekstów piosenek
- 1970
  - Anżalika Ahurbasz-Jalinska, białoruska piosenkarka
  - Hubert Davis, amerykański koszykarz, trener
  - Renzo Furlan, włoski tenisista
  - Kim Jong-sin, południowokoreański zapaśnik
  - Jordan Knight, amerykański wokalista, członek zespołu New Kids on the Block
  - Matt Lindland, amerykański zapaśnik, zawodnik MMA
  - Jolanta Mrotek, polska aktorka
  - Ýewgeniý Naboýçenko, turkmeński piłkarz, bramkarz, trener pochodzenia ukraińskiego
  - Chris Smith, amerykański koszykarz
  - Hisham Tawfiq, amerykański aktor
  - Giovanna Trillini, włoska florecistka
  - Ewa Zagata, polska narciarka alpejska
- 1971:
  - Tim Carter, angielski muzyk, tekściarz, inżynier dźwięku i producent muzyczny[3]
  - Maksyma, Argentynka, królowa Holandii
  - Ihor Matwijenko, kirgiski piłkarz, trener
  - Anarbek Ormombekow, kirgiski piłkarz, trener
  - Gina Raimondo, amerykańska polityk, gubernator stanu Rhode Island, sekretarz handlu
- 1972:
  - Dominika Bednarczyk, polska aktorka
  - Barry Hayles, jamajski piłkarz
  - Zenon (Iaradżuli), gruziński biskup prawosławny
  - Elena Pampoulova-Wagner, bułgarska tenisistka (zm. 2023)
  - Ergün Penbe, turecki piłkarz, trener
  - Antoni Vadell Ferrer, hiszpański duchowny katolicki, biskup pomocniczy Barcelony (zm. 2022)
- 1973:
  - Sasha Alexander, amerykańska aktorka
  - Petr Gabriel, czeski piłkarz
  - Joshua Homme, amerykański gitarzysta, członek zespołu Queens of the Stone Age
  - Matthew McGrory, amerykański aktor (zm. 2005)
  - Jekatierina Riednikowa, rosyjska aktorka
  - Martha Sánchez, kubańska siatkarka
- 1974:
  - Krzysztof Bieryt, polski kajakarz górski
  - Andrea Corr, irlandzka piosenkarka
  - Olivier Janiak, polski dziennikarz, prezenter telewizyjny, konferansjer
  - Eddie Lewis, amerykański piłkarz
  - Wojciech Penkalski, polski przedsiębiorca, polityk, poseł na Sejm RP
  - Sergiusz (Popkow), rosyjski biskup staroprawosławny
- 1975:
  - Karolina Bendera, polska autorka filmów dokumentalnych, scenarzystka, reżyserka i operatorka filmowa
  - Reggie Freeman, amerykański koszykarz
  - Kostas Sommer, grecki model, aktor pochodzenia niemieckiego
  - Tony Sylva, senegalski piłkarz, bramkarz
  - Laura Voutilainen, fińska piosenkarka
- 1976:
  - Daniel Komen, kenijski lekkoatleta, średnio- i długodystansowiec
  - Arsen Melikian, ormiański sztangista
  - Magdalena Sędziak, polska pięcioboistka nowoczesna
  - Stanko Svitlica, serbski piłkarz
  - Kirsten Vlieghuis, holenderska pływaczka
- 1977:
  - Aleksandra Gryka, polska kompozytorka
  - Miyuki Kanō, japońska siatkarka
  - Anna Krystewa, bułgarska łyżwiarka szybka
  - Pablo Prigioni, argentyński koszykarz
  - Anders Södergren, szwedzki biegacz narciarski
  - Marcin Stokłosa, polski koszykarz
  - Juan Velasco Damas, hiszpański piłkarz
- 1978:
  - Christian Callejas, urugwajski piłkarz
  - Mariusz Frankowski, polski polityk, wojewoda mazowiecki
  - Ciara Grant, irlandzka piłkarka
  - Stefan Herbst, niemiecki pływak
  - Paddy Kenny, irlandzki piłkarz, bramkarz
  - Marzena Węgrzyn, polska judoczka
- 1979:
  - Jimmie Åkesson, szwedzki polityk
  - Kristóf Baráti, węgierski skrzypek
  - David Jarolím, czeski piłkarz
  - Andrij Portnow, ukraiński historyk, publicysta
- 1980:
  - Joe Bizera, urugwajski piłkarz
  - Martin Cibák, słowacki hokeista
  - Fredrik Kessiakoff, szwedzki kolarz szosowy i górski
  - Michal Kubovčík, słowacki aktor
  - Ilion Lika, albański piłkarz, bramkarz
  - Ołeksandr Moisejenko, ukraiński szachista
  - Dallas Taylor, amerykański wokalista, członek zespołów Underoath i Maylene and the Sons of Disaster
  - Ariën van Weesenbeek, holenderski perkusista, wokalista, członek zespołów: God Dethroned, Down Till Dawn, HDK, Epica i Mayan
- 1981:
  - Alessia D’Andrea, włoska piosenkarka
  - Cosma Shiva Hagen, niemiecka aktorka
  - Shiri Maimon, izraelska piosenkarka
  - Drew Nicholas, amerykański koszykarz
  - Mohamed Saqr, katarski piłkarz, bramkarz pochodzenia senegalskiego
  - Julija Sołdatowa, rosyjska łyżwiarka figurowa
- 1982:
  - Abdessamad Chahiri, marokański piłkarz
  - Clarence Goodson, amerykański piłkarz
  - Reiko Nakamura, japońska pływaczka
  - Karolina Nowakowska, polska aktorka, tancerka, piosenkarka
  - Tony Parker, francuski koszykarz
  - Michal Vondrka, czeski hokeista
  - Iwona Węgrowska, polska piosenkarka, autorka tekstów
- 1983:
  - Channing Frye, amerykański koszykarz
  - Giennadij Kowalow, rosyjski bokser
  - Danko Lazović, serbski piłkarz
  - Mateusz Małodziński, polski polityk, wicewojewoda małopolski
  - Suchao Nuchnum, tajski piłkarz
  - Manuel Olmedo, hiszpański lekkoatleta, średniodystansowiec
- 1984:
  - Christian Bolaños, kostarykański piłkarz
  - Igor Dienisow, rosyjski piłkarz
  - Carmen Klausbruckner, austriacka lekkoatletka, tyczkarka
  - Andreas Kofler, austriacki skoczek narciarski
  - Simon Mathew, duński piosenkarz
  - Christine Ohuruogu, brytyjska lekkoatletka, sprinterka pochodzenia nigeryjskiego
  - Passenger, brytyjski piosenkarz, autor tekstów
  - Domenico Valentino, włoski bokser
- 1985:
  - Javier Chica, hiszpański piłkarz
  - Peter Foyse, niemiecki aktor
  - Teófilo Gutiérrez, kolumbijski piłkarz
  - Derek Hough, amerykański tancerz, choreograf, aktor, piosenkarz, gitarzysta
  - Hanna Kalinouska-Güngör, białoruska siatkarka
  - Maryna Masalśka, ukraińska piłkarka
  - Wacław Mikłaszewski, polski aktor
  - Christine Nesbitt, kanadyjska łyżwiarka szybka pochodzenia australijskiego
  - Setaw Szafir, izraelska polityk
  - Greg Van Avermaet, belgijski kolarz szosowy
- 1986:
  - Yoann Djidonou, beniński piłkarz, bramkarz
  - Cosmin Hanceanu, rumuński szablista
  - Bojan Jokić, słoweński piłkarz
  - Erin Richards, brytyjska aktorka
- 1987:
  - Edhar Alachnowicz, białoruski piłkarz
  - Miljana Bojović, serbska koszykarka
  - Ulrike Gräßler, niemiecka skoczkini narciarska
  - Ersan Gülüm, turecki piłkarz
  - Edvald Boasson Hagen, norweski kolarz szosowy
  - Tibor Heffler, węgierski piłkarz
  - Ott Lepland, estoński piosenkarz
- 1988:
  - Rachid Briguel, marokański piłkarz
  - Frank Feltscher, wenezuelski piłkarz pochodzenia szwajcarskiego
  - Erik Lesser, niemiecki biathlonista
  - Marcus Olsson, szwedzki piłkarz pochodzenia kenijskiego
  - Martin Olsson, szwedzki piłkarz pochodzenia kenijskiego
  - Nikki Reed, amerykańska aktorka
  - Bianca Stuart, bahamska lekkoatletka, skoczkini w dal
  - Son Wan-ho, południowokoreański badmintonista
  - Iryna Wikyrczak, ukraińska pisarka, poetka, tłumaczka
  - Danielle Wilson, amerykańska koszykarka
  - Kōki Yonekura, japoński piłkarz
- 1989:
  - Mateusz Borucki, polski siatkarz
  - Ibrahim Koroma, sierraleoński piłkarz
  - Michel Morganella, szwajcarski piłkarz
  - Jewgienija Ukołowa, rosyjska siatkarka plażowa
  - Tessa Virtue, kanadyjska łyżwiarka figurowa
- 1990:
  - Clémence Calvin, francuska lekkoatletka, biegaczka długodystansowa
  - Will Clyburn, amerykański koszykarz
  - Páll Klettskarð, farerski piłkarz
  - Guido Pella, argentyński tenisista
  - Ladislav Prášil, czeski lekkoatleta, kulomiot
- 1991:
  - Luz Delfines Meléndez, wenezuelska siatkarka
  - Amanda Dowe, amerykańska koszykarka
  - Gina Gerson, rosyjska aktorka pornograficzna
  - Johanna Konta, brytyjska tenisistka pochodzenia węgierskiego
  - Daniel Curtis Lee, amerykański raper, aktor
  - Iñigo Martínez, hiszpański piłkarz
  - Moran Mazor, izraelska piosenkarka
  - Dawid Putto, polski kajakarz
  - Rabin Shrestha, nepalski piłkarz
- 1992:
  - Srećko Lisinac, serbski siatkarz
  - Sanad Al Warfali, libijski piłkarz
- 1993:
  - Patricio Garino, argentyński koszykarz
  - GoldLink, amerykański raper
  - Laura Heyrman, belgijska siatkarka
  - Diego Rubio, chilijski piłkarz
  - Rafa Silva, portugalski piłkarz
- 1994:
  - Morolake Akinosun, amerykańska lekkoatletka, sprinterka
  - Sabriye Gönülkırmaz, turecka siatkarka
  - Floida Kërpaçi, albańska polityczka
  - Branislav Niňaj, słowacki piłkarz
  - Jan Nowakowski, polski siatkarz
  - Paulina Stroiwąs, polska siatkarka
- 1995:
  - Kamil Adamski, polski piłkarz ręczny
  - Hayley Carter, amerykańska tenisistka
  - Irina Dobriagina, rosyjska aerobiczka
  - Kahlil Dukes, amerykański koszykarz
  - Stian Gregersen, norweski piłkarz
  - Beka Kandelaki, gruziński zapaśnik
  - Orest Kuzyk, ukraiński piłkarz
  - Dor Peretz, izraelski piłkarz
  - Salvador Ruiz, hiszpański piłkarz
  - Dmitrij Strachow, rosyjski kolarz szosowy i torowy
- 1996:
  - Abbas Abu Bakr, bahrajński lekkoatleta, sprinter pochodzenia nigeryjskiego
  - Natalia Kaliszek-Wąsik, polska łyżwiarka figurowa
  - Ryan Ochoa, amerykański aktor
- 1997:
  - Andrea Favilli, włoski piłkarz
  - Giwi Maczaraszwili, gruziński zapaśnik
  - Tommy Paul, amerykański tenisista
- 1998:
  - Terrance Ferguson, amerykański koszykarz
  - Damian Michalski, polski piłkarz
  - Marcel Sroczyk, polski piłkarz ręczny
- 1999:
  - Renat Dadashov, azerski piłkarz
  - Daiki Hashioka, japoński piłkarz
  - Nichita Iurașco, mołdawski piłkarz
  - Mikuláš Karlík, czeski biathlonista
  - David Mobärg, szwedzki narciarz dowolny
- 2000:
  - Edmund Addo, ghański piłkarz
  - Minna Atherton, australijska pływaczka
  - Raoul Bellanova, włoski piłkarz
  - Nia Clouden, amerykańska koszykarka
  - Didier Diatta, senegalski zapaśnik
  - Kim Gubser, szwajcarski narciarz dowolny
  - Matěj Kovář, czeski piłkarz, bramkarz
- 2001:
  - Julia Chochół, polska gimnastyczka artystyczna
  - Kouadio Koné, francuski piłkarz pochodzenia iworyjskiego
  - Niilo Moilanen, fiński biegacz narciarski
  - Łukasz Żok, polski lekkoatleta, sprinter
- 2002:
  - Eduardo Águila, meksykański piłkarz
  - Theo Corbeanu, kanadyjski piłkarz pochodzenia rumuńskiego
  - Matheus Donelli, brazylijski piłkarz, bramkarz pochodzenia włoskiego
  - Léon Marchand, francuski pływak
  - Bekzat Orunkuł uułu, kirgiski zapaśnik
- 2004 – Yan Phillipe, brazylijski piłkarz
- 2006 – Oscar Schwartau, duński piłkarz

## Zmarli
- 290 – Sima Yan, cesarz Chin (ur. 236)
- 1264 – Warcisław III, książę dymiński (ur. ok. 1211)
- 1296 – Agnieszka Przemyślidka, królewna czeska, księżna austriacka (ur. 1269)
- 1299 – Dowmunt z Nalszczan, litewski arystokrata, królobójca (ur. ok. 1240)
- 1336 – Go-Fushimi, cesarz Japonii (ur. 1288)
- 1395:
  - Maria Andegaweńska, królowa Węgier i Chorwacji (ur. 1371)
  - Marko, serbski książę (ur. 1335)
- 1504 – Jan ze Starzechowic, polski prawnik (ur. ?)
- 1510 – Sandro Botticelli, włoski malarz (ur. 1445)
- 1524 – Francesco Soderini, włoski duchowny katolicki, biskup Volterry, kardynał (ur. 1453)
- 1531 – Konrad Wimpina, niemiecki teolog katolicki, humanista (ur. ok. 1460)
- 1534 – Petrus Magni, szwedzki duchowny katolicki, biskup Västerås, kanonista, pisarz, naukowiec (ur. 1462)
- 1536:
  - George Boleyn, angielski arystokrata (ur. ok. 1504)
  - Henryk Norris, angielski arystokrata (ur. ok. 1482)
  - Mark Smeaton, angielski muzyk, śpiewak (ur. ok. 1513)
- 1546 – Philip von Hutten, niemiecki podróżnik, odkrywca, konkwistador (ur. 1505)
- 1550 – Jan Albrecht Hohenzollern, niemiecki duchowny katolicki, biskup Halberstadt, arcybiskup Magdeburga (ur. 1499)
- 1558 – Francisco de Sá de Miranda, portugalski poeta, humanista (ur. 1481)
- 1585 – Alberto Bolognetti, włoski kardynał (ur. 1538)
- 1587 – Gotthard Kettler, mistrz krajowy inflanckiej gałęzi zakonu krzyżackiego, książę Kurlandii i Semigalii, gubernator Inflant (ur. 1517/18)
- 1589 – Karol II Grimaldi, senior Monako (ur. 1555)
- 1592 – Paschalis Baylón, hiszpański franciszkanin, święty (ur. 1540)
- 1608 – Ascanio Colonna, włoski kardynał (ur. 1560)
- 1622 – Lionello Spada, włoski malarz, rysownik (ur. 1576)
- 1625 – Francisco Gómez de Sandoval y Rojas, hiszpański kardynał, wicekról Portugalii (ur. 1553)
- 1626 – Joan Pau Pujol(inne języki), kataloński kompozytor (ur. 1570)
- 1628 – Wacław Leszczyński, polski ziemianin, polityk, kanclerz wielki koronny (ur. 1576)
- 1635 – Domenico Tintoretto, włoski malarz, rysownik (ur. 1560)
- 1643 – Marcjan Tryzna, polski duchowny katolicki, biskup koadiutor wileński (ur. ?)
- 1656 – Dirck Hals, holenderski malarz (ur. 1591)
- 1665 – Jerzy Białłozor, polski duchowny katolicki, biskup wileński i smoleński, sekretarz królewski (ur. 1622)
- 1675 – Jerzy Strakowski, polski architekt (ur. 1614)
- 1686 – Michael Wenzel von Althann, austriacki arystokrata, polityk, dyplomata (ur. 1630)
- 1695 – (data pogrzebu) Cornelis de Heem, holenderski malarz (ur. 1631)
- 1700 – Adam Adamandy Kochański, polski duchowny katolicki, filozof, matematyk, mechanik, fizyk (ur. 1631)
- 1714 – Gianalberto Badoaro, włoski duchowny katolicki, patriarcha Wenecji i Brescii, kardynał (ur. 1649)
- 1727 – Katarzyna I, caryca Rosji (ur. 1684)
- 1729 – Samuel Clarke, brytyjski teolog, filozof, matematyk, fizyk (ur. 1675)
- 1751 – Józef Potocki, polski polityk, wojskowy, hetman wielki koronny (ur. 1673)
- 1760 – Hieronim Florian Radziwiłł, polski ziemianin, wojskowy, polityk, książę Świętego Cesarstwa Rzymskiego Narodu Niemieckiego (ur. 1715)
- 1765 – Alexis Clairaut, francuski matematyk, astronom, geofizyk (ur. 1713)
- 1788 – Johann Ignaz Felbiger, niemiecki augustianin, pedagog, reformator edukacji (ur. 1724)
- 1795 – Michał Fadel z Bejrutu, maronicki patriarcha Antiochii i Całego Wschodu (ur. 1710)
- 1801 – William Heberden(inne języki), brytyjski lekarz (ur. 1710)
- 1822 – Armand-Emmanuel du Plessis, francuski arystokrata, polityk, premier Królestwa Francji (ur. 1766)
- 1829 – John Jay, amerykański prawnik, dyplomata, polityk (ur. 1745)
- 1834:
  - Heinrich Wilhelm Brandes, niemiecki meteorolog, fizyk, wykładowca akademicki (ur. 1777)
  - Piotr Liu Wenyuan, chiński męczennik i święty katolicki (ur. 1760)
- 1838:
  - René-Auguste Caillié, francuski podróżnik, odkrywca (ur. 1799)
  - Melchior Ołdakowski, polski polityk (ur. ok. 1767)
  - Charles-Maurice de Talleyrand-Périgord, francuski polityk, dyplomata (ur. 1754)
- 1839 – Archibald Alison, szkocki filozof (ur. 1757)
- 1858 – Helena Luiza Elżbieta Mecklenburg-Schwerin, księżna Orleanu (ur. 1814)
- 1861 – Daniel Gottfried Georg Langermann, niemiecki generał (ur. 1791)
- 1866 – Adolf Bernhard Marx, niemiecki kompozytor, teoretyk muzyki (ur. 1795)
- 1867 – Shinsaku Takasugi, japoński samuraj (ur. 1839)
- 1868:
  - William Bromet, angielski rugbysta (zm. 1949)
  - Isami Kondō, japoński samuraj, dowódca Shinsengumi (ur. 1834)
- 1869 – Franciszek Ksawery Godebski, polski pisarz, publicysta (ur. 1801)
- 1871 – John Lee, amerykański polityk (ur. 1788)
- 1875 – John Cabell Breckinridge, amerykański polityk (ur. 1821)
- 1880 – Henry Cohen, francuski numizmatyk, bibliograf, muzykolog (ur. 1806)
- 1881 – Surendra Bikram Shah Dev, król Nepalu (ur. 1829)
- 1886 – John Deere, amerykański przemysłowiec (ur. 1804)
- 1888 – Giacomo Zanella, włoski poeta (ur. 1820)
- 1889 – Maria Fryderyka, księżniczka pruska, królowa Bawarii (ur. 1825)
- 1892 – William Walsh, amerykański polityk (ur. 1828)
- 1893 – Zygmunt Sawczyński, polski nauczyciel, polityk (ur. 1826)
- 1898 – Christian Almer, szwajcarski wspinacz, przewodnik alpejski (ur. 1826)
- 1899:
  - Marcin Ehrlich, polski lekarz, publicysta (ur. 1835)
  - Iosif Rabinowicz, rosyjski publicysta, działacz społeczny i syjonistyczny, kaznodzieja protestancki pochodzenia żydowskiego (ur. 1837)
- 1902 – Filip Robota, polski nauczyciel, działacz oświatowy, społeczny i narodowy na Śląsku (ur. 1841)
- 1907 – Albert Clément, francuski kierowca wyścigowy (ur. 1883)
- 1908 – Karl Koldewey, niemiecki kapitan marynarki, żeglarz, badacz polarny (ur. 1837)
- 1910 – Karol Dominik Witkowski, polski malarz, portrecista (ur. 1860)
- 1911 – William Benjamin Baker, amerykański polityk (ur. 1840)
- 1913 – Stanisław Rzewuski, polsko-francuski prozaik, dramaturg (ur. 1864)
- 1916 – Eustachy Chronowski, polski przedsiębiorca, działacz społeczny i charytatywny (ur. 1843–1844)
- 1917:
  - Francisco Oller y Cestero, portorykański malarz (ur. 1833)
  - Radomir Putnik, serbski dowódca wojskowy (ur. 1847)
- 1918:
  - Arno Bieberstein, niemiecki pływak (ur. 1883)
  - Bronisław Piłsudski, polski etnograf (ur. 1866)
- 1919 – Guido von List, niemiecki okultysta (ur. 1848)
- 1921 – August Sokołowski, polski historyk (ur. 1846)
- 1922 – Georg von Hauberrisser, austriacko-niemiecki architekt, budowniczy (ur. 1841)
- 1923 – Edward Lubowski, polski dramaturg (ur. 1837)
- 1925 – William Walrond, brytyjski polityk (ur. 1849)
- 1929:
  - Lilli Lehmann, niemiecka śpiewaczka operowa (sopran) (ur. 1848)
  - Julia Salzano, włoska zakonnica, święta (ur. 1846)
- 1930:
  - Gracjan Chmielewski, polski botanik, pedagog, uczestnik powstania styczniowego (ur. 1840/1841)
  - Max Valier, niemiecki inżynier, pionier techniki rakietowej (ur. 1895)
- 1931 – Timothy Cole, amerykański drzeworytnik (ur. 1852)
- 1934 – Michał Kochanowicz, białoruski działacz narodowy, publicysta, pedagog, polityk, poseł na Sejm RP (ur. 1882)
- 1935:
  - Paul Dukas, francuski kompozytor, pedagog (ur. 1865)
  - Antonia Mesina, włoska męczennica, błogosławiona (ur. 1919)
- 1936 – Nachum Sokołow, polski pisarz, tłumacz pochodzenia żydowskiego (ur. 1859)
- 1939:
  - Gustaw Aleksander Hantke, polski przemysłowiec pochodzenia żydowskiego (ur. 1868)
  - Antoni Laubitz, polski duchowny katolicki, sufragan gnieźnieński (ur. 1861)
- 1940:
  - Jerzy Brudny, polski poeta (ur. 1863)
  - Louis Jacobsohn-Lask, niemiecki neurolog, neuroanatom pochodzenia żydowskiego (ur. 1863)
  - Mieczysław Maciejowski, polski generał brygady (ur. 1886)
- 1941:
  - Willemina van Gogh, Holenderka, siostra Vincenta i Theo (ur. 1862)
  - Franciszek Ścibor, polski prawnik, polityk, senator RP (ur. 1862)
- 1942:
  - Mārtiņš Nukša, łotewski architekt, polityk, dyplomata (ur. 1878)
  - Feliks Szyszka, polski kapitan pilot (ur. 1916)
- 1943:
  - Aleksandr Bułajew, radziecki pilot wojskowy, as myśliwski (ur. 1910)
  - Haralds Krūmiņš, łotewski działacz komunistyczny, dziennikarz (ur. 1894)
  - James Aloysius O’Gorman, amerykański polityk (ur. 1860)
- 1944:
  - Félix Éboué, francuski polityk, administrator kolonialny pochodzenia gujańskiego (ur. 1884)
  - Karol Fanslau, polski podpułkownik piechoty (ur. 1895)
  - Milena Jesenská, czeska pisarka, dziennikarka, tłumaczka (ur. 1896)
  - Władysław Kamiński, polski podpułkownik, prawnik, rolnik, polityk, poseł na Sejm i senator RP (ur. 1897)
  - Wincenty Kurek, polski podpułkownik piechoty (ur. 1895)
  - Vicente Módena, urugwajski piłkarz (ur. ?)
  - Józef Stojewski-Rybczyński, polski major artylerii (ur. 1899)
  - Jan Żychoń, polski major piechoty, oficer wywiadu wojskowego (ur. 1902)
- 1945:
  - Wiktor Gołubiew, radziecki pilot wojskowy (ur. 1916)
  - Günther Palten, niemiecki prawnik, funkcjonariusz i zbrodniarz nazistowski (ur. 1903)
  - Guy Coburn Robson, brytyjski malakolog (ur. 1888)
- 1946 – Antoni Hryniewicki, polski ekonomista (ur. 1878)
- 1947:
  - Ignacy Dygas, polski śpiewak operowy (tenor), pedagog (ur. 1881)
  - George Forbes, nowozelandzki polityk, premier Nowej Zelandii (ur. 1869)
  - Grigorij Winokur, rosyjski językoznawca, literaturoznawca, wykładowca akademicki (ur. 1896)
- 1948 – Jan Blaton, polski fizyk, wykładowca akademicki (ur. 1907)
- 1949:
  - Dmitrij Armianinow, radziecki pułkownik organów bezpieczeństwa (ur. 1910)
  - Béla Balázs, węgierski krytyk filmowy, poeta, prozaik pochodzenia żydowskiego (ur. 1884)
  - Kazimierz Sporny, polski kapitan pilot, as myśliwski (ur. 1911)
- 1950:
  - Robert Bernhardt, polski dermatolog (ur. 1874)
  - Anton Kolig, austriacki malarz (ur. 1886)
- 1951:
  - Władimir Angilejew, rosyjski generał (ur. 1878)
  - Harry Kerr, nowozelandzki lekkoatleta, chodziarz (ur. 1879)
  - Sadako Kujō, cesarzowa Japonii (ur. 1884)
- 1952:
  - Adolf Łojkiewicz, polski chemik, major uzbrojenia (ur. 1895)
  - Władimir Prawdicz-Nieminski, ukraiński fizjolog, wykładowca akademicki (ur. 1879)
  - Mieczysław Rogalski, polski prawnik, dyplomata, urzędnik konsularny, poseł do KRN (ur. 1888)
  - Václav Šidlík, czeski generał, rzebiarz (ur. 1884)
  - Iwan Ziatyk, ukraiński duchowny greckokatolicki, męczennik, błogosławiony (ur. 1899)
- 1953 – Kyllikki Saari, fińska ofiara morderstwa (ur. 1935)
- 1955 – Lambertus Doedes, holenderski żeglarz sportowy (ur. 1878)
- 1957 – Nurullah Ataç, turecki dziennikarz, krytyk literacki, tłumacz (ur. 1898)
- 1958 – Hugo Häring, niemiecki architekt (ur. 1882)
- 1960 – Władysław Baczyński, polski seryjny morderca (ur. 1918)
- 1962:
  - Arsienij Gołowko, radziecki admirał (ur. 1906)
  - Harold Muller, amerykański lekkoatleta, skoczek wzwyż (ur. 1901)
  - Jan Rotkiewicz, polski generał dywizji, działacz sportowy, polityk, poseł na Sejm RP (ur. 1898)
- 1963 – Ammi Asaf, izraelski polityk (ur. 1903)
- 1964 – Otto Kuusinen, fiński polityk komunistyczny (ur. 1881)
- 1966 – Olav Kjelbotn, norweski biegacz narciarski (Ur. 1898)
- 1967:
  - Péter Palotás, węgierski piłkarz (ur. 1929)
  - Marian Seyda, polski publicysta, polityk, poseł na Sejm i senator RP (ur. 1879)
  - Helena Wiewiórska, polska adwokat (ur. 1888)
- 1968:
  - Kazimierz Abgarowicz, polski filolog klasyczny, tłumacz, pedagog (ur. 1888)
  - Carroll Clark, amerykański scenograf (ur. 1894)
- 1969 – Josef Beran, czeski duchowny katolicki, arcybiskup metropolita praski i prymas Czech, kardynał (ur. 1888)
- 1970 – Nigel Balchin, brytyjski pisarz, scenarzysta filmowy (ur. 1908)
- 1971 – Dumitru Alexe, rumuński kajakarz, kanadyjkarz (ur. 1935)
- 1972:
  - Luigi Calabresi, włoski policjant, Sługa Boży (ur. 1937)
  - Gordon Lowe, brytyjski tenisista (ur. 1884)
- 1973 – Iwan Andriejew, radziecki polityk (ur. 1897)
- 1975 – Ibrahim Wasif, egipski sztangista (ur. 1908)
- 1977 – Abdyl Këllezi, albański ekonomista, polityk (ur. 1919)
- 1978 – Ljubiša Stefanović, jugosłowiański piłkarz, trener (ur. 1910)
- 1979:
  - Jerzy Jasiewicz, polski major kawalerii (ur. 1900)
  - Jerzy Kotowski, polski operator i reżyser filmów animowanych (ur. 1925)
  - Ryszard Milczewski-Bruno, polski poeta (ur. 1940)
- 1980:
  - Amaury de Mérode, belgijski arystokrata, działacz sportowy (ur. 1902)
  - Helena Romanowska, białoruska pisarka pochodzenia polskiego (ur. 1908)
- 1981:
  - Musieib Bagirow, radziecki kapitan (ur. 1915)
  - W.K.C. Guthrie, szkocki historyk filozofii, badacz kultury starożytnej (ur. 1906)
  - Feliks Skubiszewski, polski chirurg (ur. 1895)
- 1982:
  - Katarzyna Gawłowa, polska artystka ludowa (ur. 1896)
  - Władysława Markiewiczówna, polska pianistka, kompozytorka, pedagog (ur. 1900)
- 1983 – Witold Łucjan Langrod, polski kapitan rezerwy artylerii, prawnik, socjolog, pisarz, dyplomata (ur. 1899)
- 1986 – Mieczysław Palus, polski hokeista, trener (ur. 1921)
- 1987 – Gunnar Myrdal, szwedzki ekonomista, socjolog, wykładowca akademicki, polityk, laureat Nagrody Banku Szwecji im. Alfreda Nobla w dziedzinie ekonomii (ur. 1898)
- 1988 – Tadeusz Kacik, polski hokeista (ur. 1946)
- 1990:
  - Rudolf Breuss, austriacki naturopata, zielarz (ur. 1899)
  - Auguste Jordan, austriacko-francuski piłkarz, trener (ur. 1909)
- 1991 – G. Evelyn Hutchinson, brytyjsko-amerykański przyrodnik (ur. 1903)
- 1992 – Lawrence Welk, amerykański akordeonista, dyrygent (ur. 1903)
- 1993:
  - Aleksandr Abramow, rosyjski trener piłkarski (ur. 1913)
  - Mieczysław Hess, polski geograf, klimatolog, wykładowca akademicki (ur. 1931)
- 1994:
  - Nicolás Gómez Dávila, kolumbijski filozof, pisarz (ur. 1913)
  - Vladimír Podzimek, czechosłowacki skoczek narciarski (ur. 1965)
- 1995 – Jerzy Chowańczak, polski duchowny katolicki, publicysta (ur. 1935)
- 1996:
  - Scott Brayton, amerykański kierowca wyścigowy (ur. 1959)
  - Virgil Ross, amerykański reżyser filmów animowanych (ur. 1907)
  - Johnny Watson, amerykański gitarzysta, wokalista (ur. 1935)
- 1999:
  - Bruce Fairbairn, kanadyjski producent muzyczny (ur. 1949)
  - Thelma Kalama, amerykańska pływaczka (ur. 1931)
  - Edward Rimkus, amerykański bobsleista (ur. 1913)
- 2000 – Nestor (Vornicescu), rumuński biskup prawosławny (ur. 1927)
- 2001 – Wacław Niepokólczycki, polski tłumacz (ur. 1929)
- 2002:
  - Joe Black, amerykański baseballista (ur. 1924)
  - Ladislao Kubala, węgierski piłkarz, trener (ur. 1927)
- 2003:
  - Irena Gut-Opdyke, polska działaczka społeczna, Sprawiedliwa wśród Narodów Świata (ur. 1918)
  - Mátyás Pirity, węgierski pilot wojskowy (ur. 1911)
- 2004:
  - Izz ad-Din Salim, iracki polityk, pisarz, filozof (ur. 1943)
  - Tony Randall, amerykański aktor (ur. 1920)
  - June Taylor, amerykańska tancerka, choreografka (ur. 1918)
- 2006:
  - Raffaello Funghini, włoski duchowny katolicki, dziekan Roty Rzymskiej (ur. 1929)
  - Mieczysław Nowak, polski sztangista (ur. 1936)
- 2007:
  - Anna Trojanowska-Kaczmarska, polska malarka, pedagog, historyk i teoretyk sztuki (ur. 1931)
  - Wiktor Zin, polski architekt, rysownik, urzędnik państwowy  (ur. 1925)
- 2009:
  - Mario Benedetti, urugwajski prozaik, poeta, dziennikarz (ur. 1920)
  - Jerzy Perzanowski, polski filozof, logik, wykładowca akademicki, działacz społeczny (ur. 1943)
- 2010:
  - Ludwig-Ferdinand von Friedeburg, niemiecki podwodniak (ur. 1924)
  - Bobbejaan Schoepen, belgijski piosenkarz, gitarzysta, kompozytor, aktor (ur. 1925)
- 2011:
  - Sean Dunphy, irlandzki piosenkarz (ur. 1937)
  - Harmon Killebrew, amerykański baseballista (ur. 1936)
  - Ewa Szumańska, polska pisarka, satyryk, autorka słuchowisk radiowych (ur. 1921)
- 2012:
  - Warda al-Dżaza’irija, algierska piosenkarka (ur. 1939)
  - Gidon Ezra, izraelski polityk (ur. 1937)
  - Jon Istad, norweski biathlonista (ur. 1937)
  - Donna Summer, amerykańska piosenkarka (ur. 1948)
- 2013:
  - Philippe Gaumont, francuski kolarz szosowy i torowy (ur. 1973)
  - Jorge Rafael Videla, argentyński generał, polityk, prezydent Argentyny (ur. 1925)
- 2014:
  - Gerald Edelman, amerykański biolog molekularny, biochemik, wykładowca akademicki, laureat Nagrody Nobla (ur. 1929)
  - Ján Šefc, słowacki szachista, trener (ur. 1924)
- 2015:
  - Keiji Matsumoto, japoński kierowca wyścigowy (ur. 1949)
  - Michael Alfred Peszke, amerykański psychiatra, historyk (ur. 1932)
- 2016:
  - Leonard Boguszewski, polski generał brygady (ur. 1936)
  - Maciej Dubois, polski adwokat (ur. 1933)
  - Helena Raszka, polska poetka (ur. 1930)
  - Müzahir Sille, turecki zapaśnik (ur. 1931)
  - Halina Skoczyńska, polska aktorka (ur. 1953)
- 2017:
  - Wiktor Gorbatko, rosyjski generał major lotnictwa, kosmonauta (ur. 1934)
  - Firuz Kazemzadeh, rosyjski historyk, sowietolog (ur. 1924)
  - Jean Swiatek, francuski piłkarz (ur. 1921)
  - Todor Veselinović, serbski piłkarz, trener (ur. 1930)
- 2018:
  - Józef Burniak, polski polityk, samorządowiec, prezydent Bolesławca (ur. 1950)
  - Nicole Fontaine, francuska polityk, przewodnicząca Parlamentu Europejskiego (ur. 1942)
  - Maciej Maciejewski, polski aktor (ur. 1914)
  - Anthony Milone, amerykański duchowny katolicki, biskup Great Falls-Billings (ur. 1932)
  - Richard Pipes, amerykański historyk, sowietolog, wykładowca akademicki (ur. 1923)
  - Paweł Śpiewok, polski piłkarz (ur. 1940)
- 2019:
  - Paulius Baltakis, litewski duchowny katolicki, franciszkanin, biskup (ur. 1925)
  - Wałentyn Sapronow, ukraiński piłkarz (ur. 1932)
  - Herman Wouk, amerykański pisarz (ur. 1915)
- 2020:
  - Jadwiga Kukułczanka, polska poetka, tłumaczka (ur. 1933)
  - Jerzy Skąpski, polski malarz, grafik, projektant witraży (ur. 1933)
- 2021:
  - Kwiryna Handke, polska slawistka, varsavianistka, profesor nauk humanistycznych (ur. 1932)
  - Bruno Kouamé, iworyjski duchowny katolicki, biskup Abengourou (ur. 1927)
  - Tadeusz Wasąg, polski chemik, wykładowca akademicki (ur. 1926)
  - Tomasz Wiater, polski rzeźbiarz, grafik, rysownik, karykaturzysta (ur. 1969)
- 2022:
  - Mohammad Abdel-Hamid Bejdun, libański matematyk, polityk szyicki, minister mieszkalnictwa i spółdzielczości, minister energii i wody (ur. 1952)
  - Rick Price, brytyjski basista, członek zespołu The Move (ur. 1944)
  - Francisco Rodríguez García, hiszpański piłkarz, trener (ur. 1934)
  - Vangelis, grecki muzyk, twórca muzyki elektronicznej i filmowej (ur. 1943)
- 2023:
  - Graham Gipson, australijski lekkoatleta, sprinter (ur. 1932)
  - Superstar Billy Graham, amerykański wrestler (ur. 1943)
  - Kacper Tekieli, polski wspinacz, instruktor wspinaczki sportowej (ur. 1984)
- 2024:
  - Awtandil Dżorbenadze, gruziński polityk, premier Gruzji (ur. 1951)
  - Príamo Tejeda, dominikański duchowny katolicki, biskup Baní (ur. 1934)
- 2025:
  - Marian Brocki, polski chirurg, onkolog, profesor nauk medycznych (ur. 1944)
  - Paul Durcan, irlandzki poeta (ur. 1944)
  - Bożena Klimczak, polski ekonomistka, profesor nauk ekonomicznych (ur. 1942)
  - Andrzej Osnowski, polski nauczyciel, związkowiec, polityk, poseł na Sejm RP (ur. 1948)